# 三ツ沢上町駅

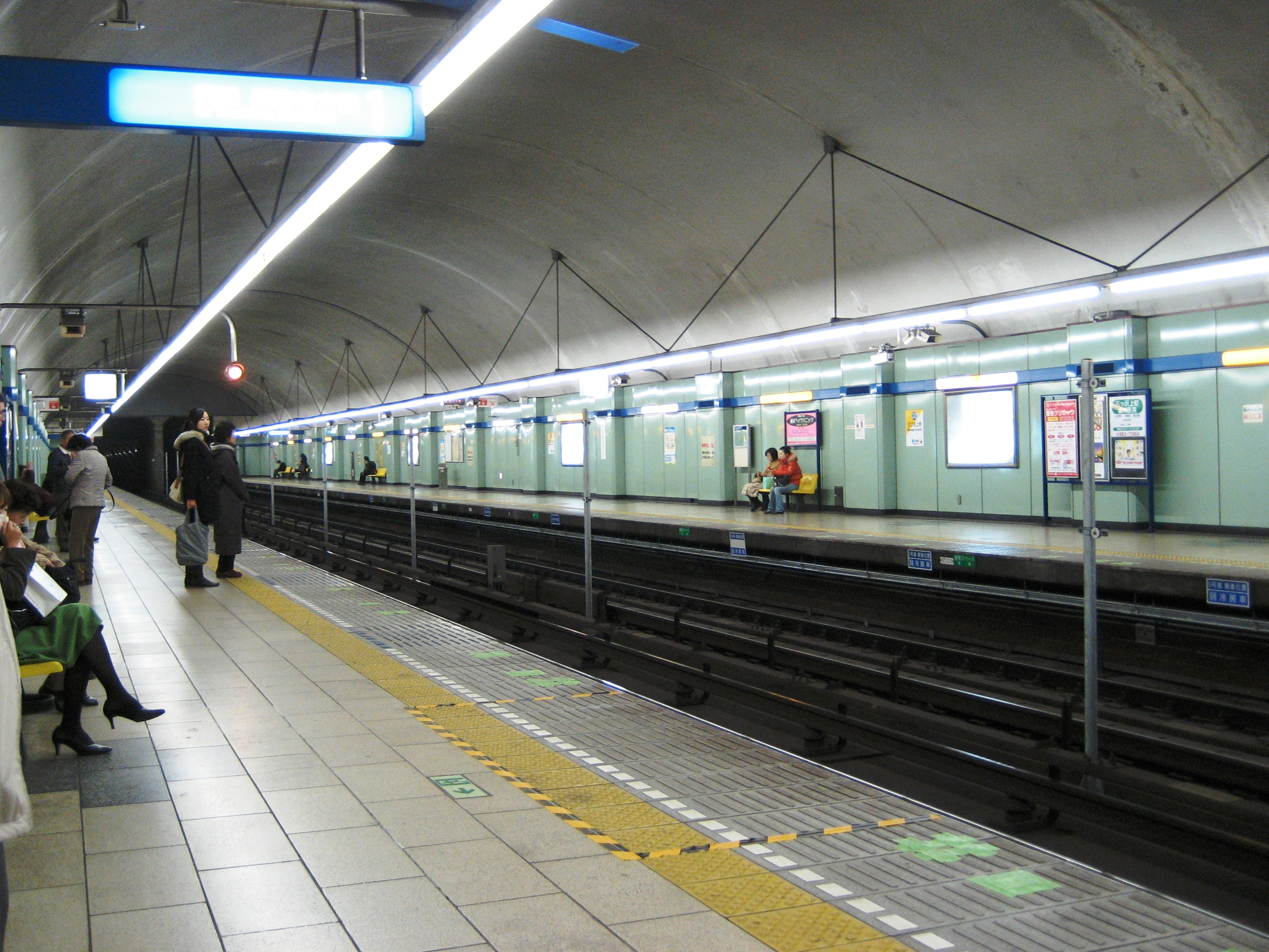
ホーム全景（2006年12月）

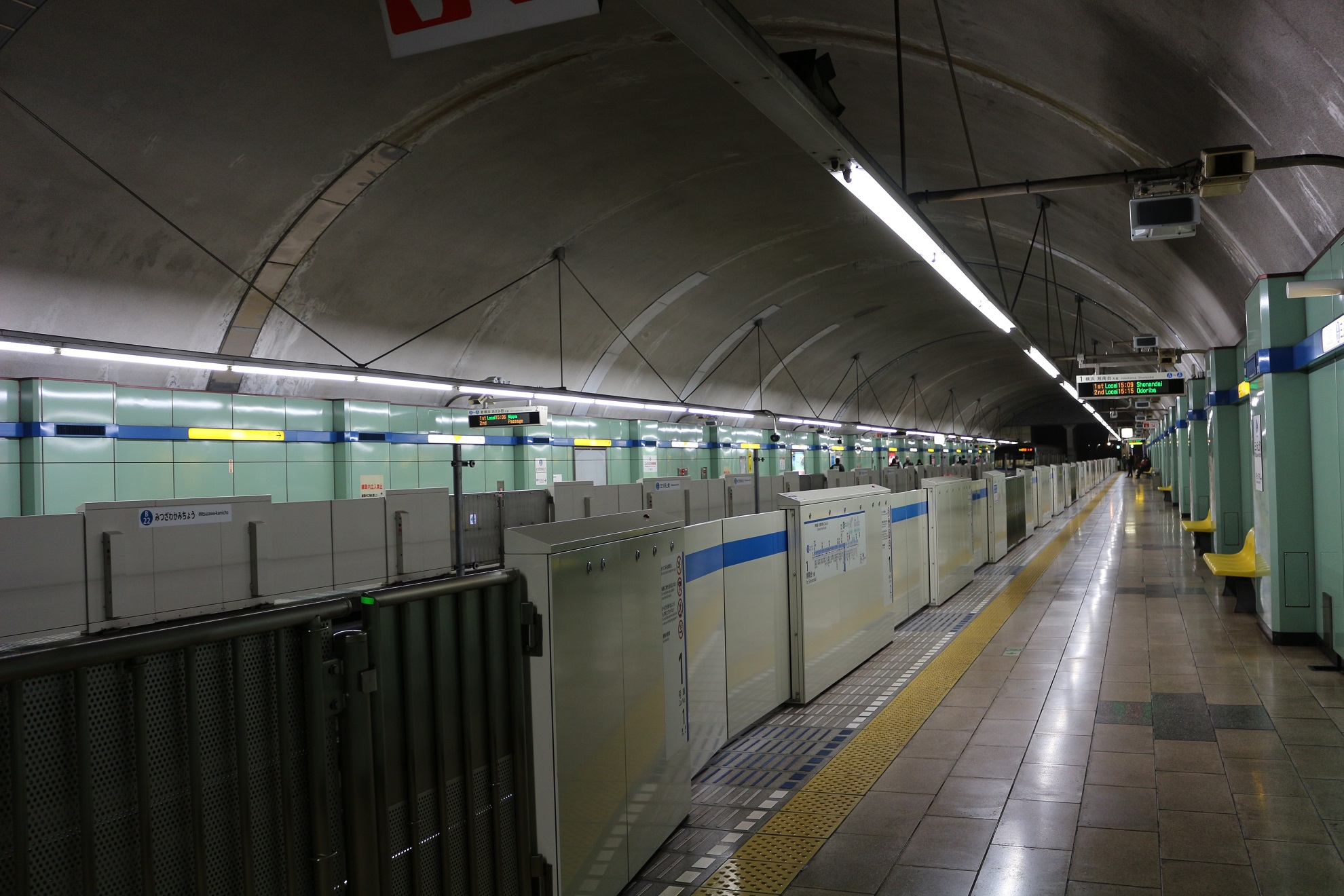
ホーム全景（2016年2月）

駅ホームに飾られている土木学会技術賞受賞記念モニュメント

三ツ沢上町駅（みつざわかみちょうえき）は、神奈川県横浜市神奈川区三ツ沢上町（みつざわかみまち）にある、横浜市営地下鉄ブルーライン（3号線）の駅である。駅番号はB22。

## 概要

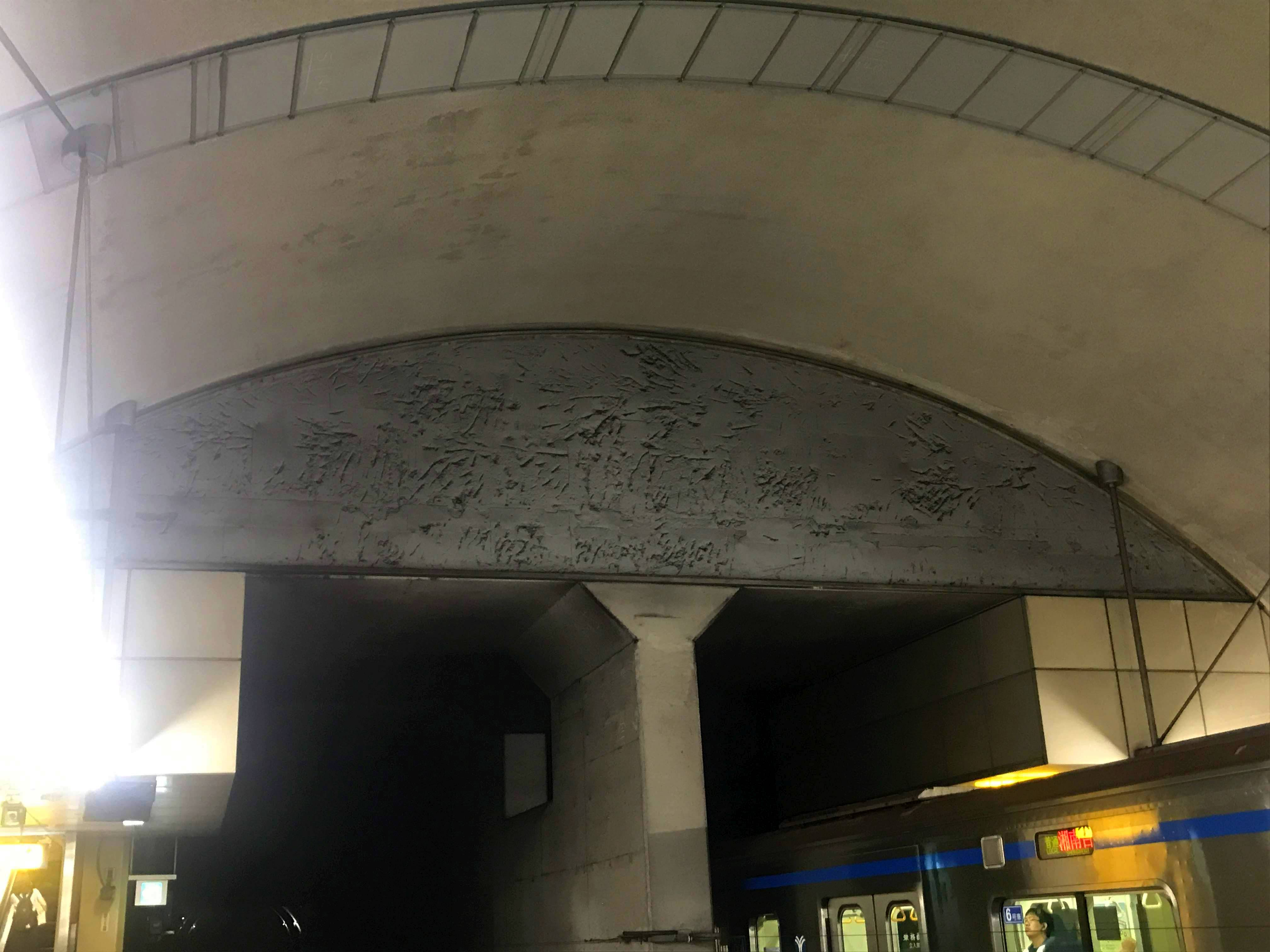
あざみ野・湘南台方面の2カ所に設置されていたレリーフの跡

国道1号横浜新道の豊顕寺交差点の直下にある。周辺は戦後に開発された新興住宅地で、かつては横浜市営トロリーバスの三ッ沢上町停留所があった。三ツ沢公園の最寄り駅で、改札口は地下1階に、プラットフォームは地下5階にある。
三ツ沢下町駅と同様に、開業当初はプラットフォーム上の竪坑壁面にレリーフ「三ツ沢公園」が設置されていたが、現在はトンネル補修のため塗りつぶされている。

## 歴史
- 1984年（昭和59年）5月30日 - 土木学会より「横浜市営地下鉄地下鉄駅部大断面トンネルの建設」で技術賞受賞。
- 1985年（昭和60年）3月14日 - 開業。
- 2003年（平成15年）4月19日 - エレベーター3基、車椅子対応トイレの増設などの工事が完成[4]。
- 2004年（平成16年）12月1日 - 京王設備サービスによる業務委託駅となる[5][6][7]
- （時期不明） - 横浜市交通局協力会による業務委託駅となる[2]。
- 2007年（平成19年）4月28日 - ホームドアの使用を開始。
- 2012年（平成24年）5月1日 - docomo Wi-Fiによる、公衆無線LANサービス開始。

### 駅名の由来
地名から採ったものだが、地名は「みつざわかみまち」のため地名と読み方が異なる。

## 駅構造
相対式2面2線の地下駅であり、ホーム部分は地下5階に位置する。極めて偏平な特殊大断面トンネルで、NATM工法を用いて建設された。駅が深い深度（地下30.5m）にあるため、出入口からホームまで少し急いでも2分近くかかる。
開業前の1984年5月30日に土木学会より「横浜市営地下鉄地下鉄駅部大断面トンネルの建設」で技術賞を受賞したため、ホームには記念のモニュメントが飾られている。
隣の三ツ沢下町駅との誤認を防ぐために、壁の色を緑にしている（他の駅はほとんどが、開業当初に設定されたラインカラーの黄色を用いている）。

### のりば
| 番線 | 路線         | 行先         |
| ---- | ------------ | ------------ |
| 1    | ブルーライン | 湘南台方面   |
| 2    | ブルーライン | あざみ野方面 |

上表の路線名は旅客案内上の名称（愛称）で記載している。

## 利用状況
2022年度の1日平均乗降人員は13,549人（乗車人員：6,960人、降車人員：6,589人）である。近年は増加傾向にある。
近年の1日平均乗降・乗車人員推移は下記の通り。
| 年度               | 1日平均 乗降人員 | 1日平均 乗車人員 | 出典     |
| ------------------ | ---------------- | ---------------- | -------- |
| 1984年（昭和59年） |                  | 4,389            |          |
| 1985年（昭和60年） |                  | 3,850            |          |
| 1986年（昭和61年） |                  | 4,597            |          |
| 1987年（昭和62年） |                  | 4,703            |          |
| 1988年（昭和63年） |                  | 5,123            |          |
| 1989年（平成元年） |                  | 5,524            |          |
| 1990年（平成02年） |                  | 5,550            |          |
| 1991年（平成03年） |                  | 5,689            |          |
| 1992年（平成04年） |                  | 5,609            |          |
| 1993年（平成05年） |                  | 6,271            |          |
| 1994年（平成06年） |                  | 6,321            |          |
| 1995年（平成07年） |                  | 6,458            | [ * 1 ]  |
| 1996年（平成08年） |                  | 6,312            |          |
| 1997年（平成09年） |                  | 6,202            |          |
| 1998年（平成10年） |                  | 5,936            | [ * 2 ]  |
| 1999年（平成11年） | 11,877           | 5,740            | [ * 3 ]  |
| 2000年（平成12年） | 12,442           | 6,176            | [ * 3 ]  |
| 2001年（平成13年） | 12,834           | 6,347            | [ * 4 ]  |
| 2002年（平成14年） | 13,317           | 6,729            | [ * 5 ]  |
| 2003年（平成15年） | 13,562           | 6,977            | [ * 6 ]  |
| 2004年（平成16年） | 14,091           | 7,025            | [ * 7 ]  |
| 2005年（平成17年） | 14,355           | 7,296            | [ * 8 ]  |
| 2006年（平成18年） | 14,455           | 7,380            | [ * 9 ]  |
| 2007年（平成19年） | 14,238           | 7,402            | [ * 10 ] |
| 2008年（平成20年） | 13,827           | 7,164            | [ * 11 ] |
| 2009年（平成21年） | 13,888           | 7,164            | [ * 12 ] |
| 2010年（平成22年） | 13,857           | 7,134            | [ * 13 ] |
| 2011年（平成23年） | 14,195           | 7,281            | [ * 14 ] |
| 2012年（平成24年） | 14,812           | 7,596            | [ * 15 ] |
| 2013年（平成25年） | 15,344           | 7,876            | [ * 16 ] |
| 2014年（平成26年） | 15,638           | 8,026            | [ * 17 ] |
| 2015年（平成27年） | 15,973           | 8,206            | [ * 18 ] |
| 2016年（平成28年） | 16,395           | 8,407            | [ * 19 ] |
| 2017年（平成29年） | 16,873           | 8,673            | [ * 20 ] |
| 2018年（平成30年） | 17,262           | 8,869            | [ * 21 ] |
| 2019年（令和元年） | 16,736           | 8,591            | [ * 22 ] |
| 2020年（令和02年） | 10,721           | 5,495            |          |
| 2021年（令和03年） | 12,584           | 6,473            |          |
| 2022年（令和04年） | 13,549           | 6,960            |          |

備考
1. ↑  1985年3月14日開業。開業日から同年3月31日までの計18日間を集計したデータ。

## 駅周辺
- 国道1号（横浜新道）
- 横浜国立大学 常盤台キャンパス
- 三ツ沢公園
  - 三ツ沢公園球技場（ニッパツ三ツ沢球技場）
  - 三ツ沢公園陸上競技場
- 横浜市立ろう特別支援学校
- 神奈川県立横浜翠嵐高等学校
- 横浜市立三ツ沢小学校
- せせらぎ緑道
- 戦没者慰霊塔
- 豊顕寺
- 神奈川スポーツセンター
- 横浜市立市民病院

## バス路線
最寄りのバス停留所は、国道1号上にある三ッ沢上町駅前であり、横浜市営バス・神奈川中央交通によって運行されている。
| 乗場   | 系統            | 主要経由地                     | 行先                                 | 運行社局      | 備考             |
| ------ | --------------- | ------------------------------ | ------------------------------------ | ------------- | ---------------- |
| 出口 1 | 88              | 三ッ沢公園自由広場             | 市民病院                             | ■市営         |                  |
| 出口 1 | 201             | 岡沢町・和田町・洪福寺         | 【内回り循環】横浜駅西口             | ■市営         | 平日のみ国大経由 |
| 出口 1 | 329             | 横浜国立大学正門前             | ■急行 国大西・【国大循環】横浜駅西口 | ■市営         |                  |
| 出口 1 | 1               | 岡沢町・上星川・梅の木・鴨居町 | 中山駅                               | ■神奈中       |                  |
| 出口 2 | 1・87・202・329 | 三ッ沢下町駅前・泉町           | 横浜駅西口                           | ■市営 ■神奈中 |                  |
| 出口 2 | 88              | 三ッ沢下町駅前・東横反町駅前   | 東神奈川駅西口                       | ■市営         |                  |

## 隣の駅
横浜市営地下鉄
 ブルーライン（3号線）
■快速
通過
■普通
三ツ沢下町駅 (B21) - 三ツ沢上町駅 (B22) - 片倉町駅 (B23)